# Sjarhej Baroŭski
Sjarhej Baroŭski   (Minsk, 29 de gener de 1956) és un exfutbolista belarús de la dècada de 1980 i entrenador.
Fou 21 cops internacional amb la selecció de la Unió Soviètica amb la qual participà en la Copa del Món de futbol de 1982.
Pel que fa a clubs, defensà els colors de Dinamo Minsk.
Trajectòria com a entrenador:
- 1989–1994: Molodechno
- 1994–1996: Selecció de Belarús
- 1997–1998: Ventspils
- 1998–1999: Sheriff Tiraspol
- 1999–2000: Selecció de Belarús
- 2002: Torpedo-MAZ Minsk
- 2003–2004: FBK Kaunas
- 2004: Metalurh Zaporizhya
- 2004: Belshina Bobruisk
- 2005: Vėtra
- 2006: Dinamo Brest
- 2009–2010: SKVICH Minsk
- 2010–2011: Vitebsk
- 2011–2012: SKVICH Minsk
- 2012–2013: Kazakhstan sub-21
- 2014–2015: Shakhtyor Soligorsk
- 2016–2017: Dinamo Minsk